# Nikolaj Alekseevič Orlov
Il principe Nikolaj Alekseevič Orlov (in russo Николай Алексеевич Орлов?; Mosca, 27 aprile 1827 – Fontainebleau, 17 marzo 1885) è stato un diplomatico russo.

## Biografia
Era il figlio di Aleksej Fëdorovič Orlov, e di sua moglie, Ol'ga Aleksandrovna Žerebšova, figlia del generale Aleksandr Aleksandrovič Žerebšov.

## Carriera
Dopo aver completato gli studi, Orlov intraprese la carriera militare, entrando con il grado di cornetta nel reggimento di cavalleria. Il 5 giugno 1846 divenne aiutante di campo di Nicola I. Nello stesso anno, con il grado di luogotenente, il principe accompagnò il granduca Konstantin Nikolaevič nei suoi viaggi all'estero. Nel 1848, con il grado di capitano, prese parte alla visita del duca Guglielmo di Württemberg, durante la sua permanenza a San Pietroburgo, per poi di nuovo accompagnare il granduca Konstantin Nikolaevich nei suoi viaggi a Olmütz e Praga.
Nel 1849 fu inviato a Forró, sede dell'esercito in Ungheria, e poi ha preso parte alle operazioni militari della campagna ungherese. Prese parte alla battaglia di Debrecen, il 21 luglio 1849. Dal 1850 al 1852 accompagnò l'imperatore nei suoi viaggi in Russia e all'estero.

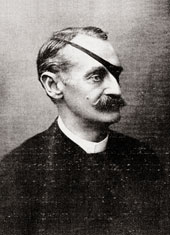
Nikolaj Alekseevič Orlov 1869-1870

Nel dicembre 1851 è stato distaccato presso il Dipartimento di Stato Maggiore, e tre mesi dopo presso il Ministero della Guerra. Il 30 agosto 1855 è stato promosso a colonnello, partecipando alla guerra contro i turchi. Alla presa della forte di Tabii, durante l'assedio di Silistra, nella notte tra il 16 il 17 maggio, il principe riportò nove ferite gravi e perse un occhio. Le gravi lesioni lo costrinsero a prendersi un periodo di riposo, e trascorse circa un anno e mezzo in Italia, e al suo ritorno è stato promosso a maggiore generale con la nomina al seguito di Sua Maestà Imperiale, il 26 agosto 1856.
Nel mese di luglio del 1859, è stato nominato Inviato straordinario e Ministro plenipotenziario presso l'ambasciata del Belgio. Promosso a tenente generale il 15 dicembre 1869 è stato nominato Inviato straordinario e Ministro plenipotenziario presso l'ambasciata in Austria, nel maggio 1870 fu trasferito nella stessa posizione nel Regno Unito e il 14 dicembre 1871 in Francia.

## Matrimonio
In gioventù, Orlov era innamorato di Natal'ja Aleksandrovna Puškina e voleva sposarla, ma suo padre non glielo permise sostenendo che non fosse adatta per suo figlio.

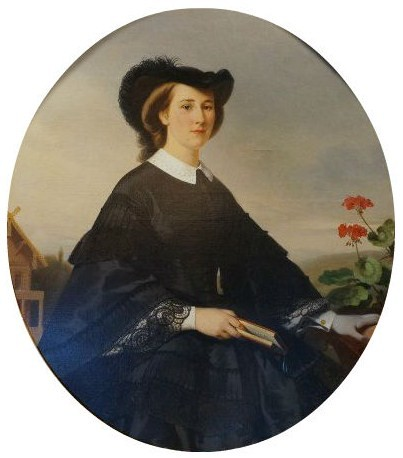
Ekaterina Nikolaevna Trubeckoja

Nel 1858 sposò la principessa Ekaterina Nikolaevna Trubeckoja (1840-1875), figlia del principe Nikolaj Ivanovič Trubeckoj. Il matrimonio ebbe luogo in Francia nella tenuta della famiglia Trubeckoj a Bellefontaine, vicino a Fontainebleau. Ebbero due figli:
- Aleksej Nikolaevič (1867-1916)
- Vladimir Nikolaevič (1868-1927)

## Morte
Il 16 aprile 1878 è stato promosso a generale di cavalleria, e sei anni più tardi si trasferì alla carica di plenipotenziario a Berlino. A causa della sua salute fu costretto a ritirarsi e visse a Fontainebleau, dove morì il 17 marzo 1885.